# 長短經
《长短经》，又稱《反经》，唐代人赵蕤所著杂糅儒家、道家、兵家、法家、杂家、阴阳家等诸家思想之書，论述霸王之术和官场秘诀，深刻而犀利。该书历史事件从上古黄帝时期到唐朝前期，总结了中国历朝历代的政治权谋得失。

## 内容
该书共有六十三篇，上自「君德」、「臣行」、「王霸」，下至「是非」、「通變」、「相術」，旁及「出軍」、「練士」、「教戰」，博采諸子百家，結合歷代史實，針對近世弊政而發，具文学、史料、镜鉴三重价值。原名《长短经》，有是非、得失、长短、优劣的意思。纪晓岚编撰的《四库全书·〈长短经〉提要》说：“此书辨析事势，其言盖出于纵横家，故以‘长短’为名。”原書十卷，末卷《陰謀》已散佚。

## 评价
唐朝人称：“赵蕤术数，李白文章”。
清高宗乾隆帝：
|  | 题《长短经》 郪县创为救弊论，爱憎殴业匠和函。 向时虽类纵横说，忧来原归理道谈。 宋刊弃自教忠堂，通变称经曰短长。 比及乱时思治乱，不如平日慎行王。 |

毛泽东：《资治通鉴》是权谋，是阳谋，《长短经》是阴谋，是诡谋。
南懷瑾：「泛觀秦漢以後歷經魏、晉而南北朝之歷史人物，慧黠者口說春秋大義而陰用《左傳》、《國策》之權謀者，代不乏人，尤其以魏蜀吳之三國局勢，最為顯著。於是初唐之際，而有趙蕤著《長短經》之作，評議古今，昭示正反之旨，其於三國權謀，尤所議論。自此以後，宋、元則誤於理學之清談，以積弱為能事而已。」